# Werner Obschernikat
Werner Obschernikat (* 9. Juli 1955 in Duisburg) ist ein ehemaliger deutscher Wasserballspieler.
Werners Vater Alfred Obschernikat war in den 1950er Jahren als Wasserballspieler Olympiateilnehmer. Werner Obschernikat spielte für den Duisburger Schwimmverein von 1898, mit dem er von 1980 bis 1983 viermal in Folge deutscher Vizemeister wurde.
Der Allroundspieler debütierte 1975 in der deutschen Nationalmannschaft und schaffte den Sprung ins Team für die Olympischen Spiele 1976, die deutsche Mannschaft belegte den sechsten Platz. Danach pausierte Obschernikat einige Jahre im Nationalteam, kehrte aber 1980 zurück. 1981 wurde er Europameister, 1982 belegte die deutsche Mannschaft den dritten Platz bei der Weltmeisterschaft. Bei den Olympischen Spielen 1984 in Los Angeles gehörten die deutschen Wasserballer zu den Mitfavoriten. Mit dem Gewinn der Bronzemedaille hinter den Jugoslawen und den amerikanischen Gastgebern gelang ihnen der einzige olympische Medaillengewinn nach 1945. Nach dem Weltcup-Sieg 1985 trat er erneut aus der Nationalmannschaft zurück. Vor den Olympischen Spielen 1988 in Seoul kehrte der Allroundspieler noch einmal in die Mannschaft zurück und gehörte in Seoul zu dem Team, das den vierten Platz erreichte. Trotz seiner zwei langen Pausen absolvierte Werner Obschernikat annähernd 200 Länderspiele.
Werner Obschernikat arbeitete während seiner Karriere bei den Duisburger Stadtwerken. Seit 1997 trainierte er die Wasserballer von Bayer 05 Uerdingen.

## Anmerkung
1. ↑  Laut Olympiabroschüre 1988 hatte er 185 Länderspiele, in Seoul wurde er laut Sports-Reference in sieben Spielen eingesetzt. Es fehlen dort die letzten Testspiele vor den Olympischen Spielen.

| Personendaten    | Personendaten               |
| ---------------- | --------------------------- |
| NAME             | Obschernikat, Werner        |
| KURZBESCHREIBUNG | deutscher Wasserballspieler |
| GEBURTSDATUM     | 9. Juli 1955                |
| GEBURTSORT       | Duisburg                    |